# Кельвядинское сельское поселение
Кельвядинское се́льское поселе́ние — упразднённое муниципальное образование в Ардатовском районе Мордовии Российской Федерации.
Административный центр — село Кельвядни.

## История
Статус и границы сельского поселения установлены Законом Республики Мордовия от 28 декабря 2004 года № 115-З «Об установлении границ муниципальных образований Ардатовского муниципального района, Ардатовского муниципального района и наделении их статусом сельского поселения, городского поселения и муниципального района».
Упразднено законом от 19 мая 2020 и включено в Кученяевское сельское поселение.

## Население
| 2002 | 2010 | 2012 | 2013 | 2014 | 2015 | 2016 |
| ---- | ---- | ---- | ---- | ---- | ---- | ---- |
| 556  | ↘484 | ↘457 | ↘449 | ↘429 | ↘418 | ↘407 |
| 2017 | 2018 | 2019 | 2020 |      |      |      |
| ↘398 | ↘374 | ↘353 | ↘330 |      |      |      |

## Состав сельского поселения
| № | Населённый пункт | Тип населённого пункта | Население |
| - | ---------------- | ---------------------- | --------- |
| 1 | Андреевка        | село                   | ↘132      |
| 2 | Кельвядни        | село                   | ↘352      |